# Уилсон, Джон Альберт
Джон Альберт Уилсон (12 сентября 1899 — 30 августа 1976) — американский египтолог, заслуженный профессор Чикагского университета.

## Биография и карьера
После окончания Принстонского университета в 1920 году он преподавал английский язык в Американском университете в Бейруте. Там он познакомился с преподавателем Гарольдом Х. Нельсоном, который открыл ему иероглифику, а в 1923 году он познакомился с известным египтологом Джеймсом Генри Брестедом. Брестед предложил ему стипендию в Восточном институте, где он получил степень доктора в 1926 году.
Брестед направил его в Луксор в качестве эпиграфа, после чего он продолжил обучение в Мюнхене и Берлине, вернулся в Чикаго и в 1931 году был назначен доцентом египтологии в Чикагском университете. Он сменил Брестеда на посту директора Восточного института, когда тот умер в 1936 году. На этом посту он проработал до 1946 года, проведя Институт через сложный финансовый период. В 1953 году Уилсон был удостоен звания заслуженного профессора.
После возведения Асуанской плотины он был назначен американским представителем и в итоге стал председателем Консультативного комитета ЮНЕСКО по спасению нубийских памятников.
Уилсон был удостоен множества наград от различных университетов и обществ, включая: D. Lii. Принстонского университета (1961), D.H.L университета Лойолы Чикаго, избран членом-корреспондентом Немецкого археологического общества (1954), членом Американского философского общества (1954), членом Американской академии искусств и наук (1968) и членом-корреспондентом Института Египта (1969).
В 1968 году благодаря одному из благотворителей была открыта Профессорская кафедра востоковедения имени Джона А. Уилсона. На его семидесятилетие бывшие студенты и коллеги подарили ему книгу Studies in Honor of John A. Wilson (1969). В 1963 году он появился на телешоу To Tell the Truth. Большая часть вопросов была посвящена планам по сохранению храмов Абу-Симбела от наводнения, которое должно было произойти после окончания строительства Асуанской плотины. По словам ведущего Бада Коллиера, Уилсон пожертвовал свой выигрыш (250$) Американскому комитету по сохранению нубийских памятников.

## Избранная библиография
- Medinet Habu 1928-29, The Language of the Historical Texts Commemorating Ramses III/ Мединет Хабу 1928-29, язык исторических текстов, посвященных Рамсесу III, 1930
- Biographical Memoir of James Henry Breasted/ Биографические мемуары Джеймса Генри Брестеда (1865—1935) 1865—1935, 1936
- Historical Records of Ramses III: The Texts in Medinet Habu Volumes 1 and 2. Translated With Explanatory Notes/ Исторические записи Рамcеса III: Тексты в Мединет Хабу, Том 1 и 2. Переведены с пояснительными примечаниями, с Уильямом Эджертоном, 1936
- The Intellectual Adventure of Ancient Man, соавтор, 1946
- Ancient Near Eastern Texts Relating to the Old Testament/ Древние ближневосточные тексты, относящиеся к Ветхому Завету, соавтор, 1950
- The Culture of Ancient Egypt (Изначально опубликована в 1951 под названием"The Burden of Egypt)
- Most Ancient Verse/ Самый древний стих, с Торкильдом Якобсеном , 1963
- Signs and Wonders Upon Pharaoh: A History of American Egyptology/ Знамения и чудеса фараона: История американской египтологии, 1964
- Thousands of Years: An Archaeologist’s Search for Ancient Egypt/ Тысячи лет: Происки археолога в Древнем Египте, 1972

## Переводы на русский
- Г. Франкфорт, Г. А. Франкфорт, Джон Уилсон, Т. Якобсен. В преддверии философии. Духовные искания древнего человека / Переводчик Т. Толстая. — Амфора, 2016. — 287 с. — ISBN 978-5-367-04282-5.
- Уилсон Джон А. Культура древнего Египта / Переводчик: Иванова С. В. Редактор: Шведова Е. Л.. — Центрполиграф, 2017. — 414 с. — ISBN 978-5-9524-5274-9.